# Makosi Musambasi
Makosi Musambasi, född 24 september 1980 i Harare, Zimbabwe, är en zimbabwisk fotomodell och programledare, som debuterade 2005 vid 25 års ålder.

## Biografi
Makosi Musambasis mor är sydafrikan och hennes far är moçambikier, och hon bor i Storbritannien. Vid 18 års ålder började hon arbeta som sjuksköterska. Makosi har deltagit ett flertal gånger i den brittiska upplagan av tv-serien Big Brother. Hennes första medverkan där var som hjärt-sjuksköterska.
Makosi har även jobbat som programpresentatör på MTV, och har presenterat flera Music Awards. Hon är också deltids-modell.